# Bassingthorpe
Bassingthorpe – wieś w Anglii, w hrabstwie Lincolnshire. Leży 43 km na południe od Lincoln i 152 km na północ od Londynu.
Bassingthorpe jest wspomniana w Domesday Book (1086) jako Torp.